# Estação Atocongo
A Estação Atocongo é uma das estações do Metrô de Lima, situada em Lima, entre a Estação San Juan e a Estação Jorge Chávez. Administrada pela GyM y Ferrovías S.A., faz parte da Linha 1.
Foi inaugurada em 11 de julho de 2011. Localiza-se no cruzamento da Avenida Los Héroes com a Avenida Buckingham. Atende o distrito de San Juan de Miraflores.